# Кубок Англії з футболу 1978—1979
Кубок Англії з футболу 1978—1979 — 98-й розіграш найстарішого футбольного турніру у світі, Кубка виклику Футбольної Асоціації, також відомого як Кубок Англії. Вп'яте титул здобув Арсенал.

## Перший раунд
| Дата                      | Господарі              | Рахунок | Гості                  |
| ------------------------- | ---------------------- | ------- | ---------------------- |
| 25 листопада              | Блекпул                | 2:1     | Лінкольн Сіті          |
| 25 листопада              | Честер Сіті            | 1:1     | Ранкорн                |
| 28 листопада Перегравання | Ранкорн                | 0:5     | Честер Сіті            |
| 25 листопада              | Дарлінгтон             | 1:1     | Честерфілд             |
| 6 грудня Перегравання     | Честерфілд             | 0:1     | Дарлінгтон             |
| 25 листопада              | Дартфорд               | 1:2     | Лемінгтон              |
| 25 листопада              | Борнмут                | 2:1     | Хітчін Таун            |
| 25 листопада              | Барнет                 | 3:3     | Вокінг                 |
| 28 листопада Перегравання | Вокінг                 | 3:3     | Барнет                 |
| 5 грудня Перегравання     | Вокінг                 | 3:0     | Барнет                 |
| 25 листопада              | Рочдейл                | 0:1     | Дройлсден              |
| 25 листопада              | Вотфорд                | 3:0     | Дагенем                |
| 25 листопада              | Йовіл Таун             | 0:1     | Баркінг                |
| 25 листопада              | Редінг                 | 0:0     | Джиллінгем             |
| 28 листопада Перегравання | Джиллінгем             | 1:2     | Редінг                 |
| 25 листопада              | Волсолл                | 0:2     | Торкі Юнайтед          |
| 25 листопада              | Свіндон Таун           | 2:0     | Марч Таун Юнайтед      |
| 25 листопада              | Донкастер Роверз       | 2:1     | Гаддерсфілд Таун       |
| 25 листопада              | Транмер Роверз         | 2:1     | Бостон Юнайтед         |
| 25 листопада              | Стокпорт Каунті        | 5:1     | Моркем                 |
| 25 листопада              | Чорлі                  | 0:1     | Скарборо               |
| 25 листопада              | Барнслі                | 5:1     | Ворксоп Таун           |
| 25 листопада              | Мейдстоун Юнайтед      | 1:0     | Вікем Вондерерз        |
| 25 листопада              | Портсмут               | 2:0     | Нортгемптон Таун       |
| 25 листопада              | Бредфорд Сіті          | 1:0     | Порт Вейл              |
| 25 листопада              | Галл Сіті              | 2:1     | Стаффорд Рейнджерс     |
| 25 листопада              | Карлайл Юнайтед        | 1:0     | Галіфакс Таун          |
| 25 листопада              | Вустер Сіті            | 2:0     | Плімут Аргайл          |
| 25 листопада              | Олтрінгем              | 4:3     | Саутпорт               |
| 25 листопада              | Саутенд Юнайтед        | 3:2     | Пітерборо Юнайтед      |
| 25 листопада              | Ексетер Сіті           | 1:0     | Брентфорд              |
| 25 листопада              | Сканторп Юнайтед       | 1:1     | Шеффілд Венсдей        |
| 28 листопада Перегравання | Шеффілд Венсдей        | 1:0     | Сканторп Юнайтед       |
| 25 листопада              | Менсфілд Таун          | 0:2     | Шрусбері Таун          |
| 25 листопада              | Вілдстоун              | 0:5     | Енфілд                 |
| 25 листопада              | Йорк Сіті              | 1:1     | Блайт Спартанс         |
| 28 листопада Перегравання | Блайт Спартанс         | 3:5     | Йорк Сіті              |
| 25 листопада              | Герефорд Юнайтед       | 0:1     | Ньюпорт Каунті         |
| 25 листопада              | Ротергем Юнайтед       | 3:0     | Воркінгтон             |
| 25 листопада              | Олдершот               | 1:1     | Веймут                 |
| 29 листопада Перегравання | Веймут                 | 0:2     | Олдершот               |
| 25 листопада              | Віган Атлетік          | 2:2     | Бері                   |
| 28 листопада Перегравання | Бері                   | 4:1     | Віган Атлетік          |
| 25 листопада              | Колчестер Юнайтед      | 4:2     | Оксфорд Юнайтед        |
| 25 листопада              | Нанітон Боро           | 0:2     | Кру Александра         |
| 25 листопада              | Грейвсенд-енд-Нортфліт | 0:0     | Вімблдон               |
| 28 листопада Перегравання | Вімблдон               | 1:0     | Грейвсенд-енд-Нортфліт |
| 25 листопада              | Літергед               | 2:1     | Мертір-Тідвіл          |
| 25 листопада              | Свонсі Сіті            | 4:1     | Гіллінгдон Боро        |
| 25 листопада              | Гартліпул Юнайтед      | 1:0     | Грімсбі Таун           |

## Другий раунд
До другого раунду увійшли переможці першого раунду. 
| Дата                   | Господарі         | Рахунок | Гості             |
| ---------------------- | ----------------- | ------- | ----------------- |
| 16 грудня              | Дарлінгтон        | 2:1     | Честер Сіті       |
| 16 грудня              | Баркінг           | 1:2     | Олдершот          |
| 16 грудня              | Бері              | 3:1     | Блекпул           |
| 16 грудня              | Вотфорд           | 1:1     | Саутенд Юнайтед   |
| 18 грудня Перегравання | Саутенд Юнайтед   | 1:0     | Вотфорд           |
| 16 грудня              | Кру Александра    | 0:1     | Гартліпул Юнайтед |
| 16 грудня              | Свіндон Таун      | 3:0     | Енфілд            |
| 16 грудня              | Донкастер Роверз  | 0:3     | Шрусбері Таун     |
| 16 грудня              | Транмер Роверз    | 1:1     | Шеффілд Венсдей   |
| 19 грудня Перегравання | Шеффілд Венсдей   | 4:0     | Транмер Роверз    |
| 16 грудня              | Стокпорт Каунті   | 4:2     | Бредфорд Сіті     |
| 16 грудня              | Барнслі           | 1:1     | Ротергем Юнайтед  |
| 9 січня Перегравання   | Ротергем Юнайтед  | 2:1     | Барнслі           |
| 16 грудня              | Мейдстоун Юнайтед | 1:0     | Ексетер Сіті      |
| 16 грудня              | Портсмут          | 0:1     | Редінг            |
| 16 грудня              | Карлайл Юнайтед   | 3:0     | Галл Сіті         |
| 16 грудня              | Вімблдон          | 1:1     | Борнмут           |
| 28 грудня Перегравання | Борнмут           | 1:2     | Вімблдон          |
| 16 грудня              | Ньюпорт Каунті    | 0:0     | Вустер Сіті       |
| 18 грудня Перегравання | Вустер Сіті       | 1:2     | Ньюпорт Каунті    |
| 16 грудня              | Йорк Сіті         | 3:0     | Скарборо          |
| 16 грудня              | Дройлсден         | 0:2     | Олтрінгем         |
| 16 грудня              | Літергед          | 1:1     | Колчестер Юнайтед |
| 19 грудня Перегравання | Колчестер Юнайтед | 4:0     | Літергед          |
| 16 грудня              | Свонсі Сіті       | 2:2     | Вокінг            |
| 19 грудня Перегравання | Вокінг            | 3:5     | Свонсі Сіті       |
| 16 грудня              | Лемінгтон         | 0:1     | Торкі Юнайтед     |

## Третій раунд
| Дата                  | Господарі                | Рахунок | Гості                   |
| --------------------- | ------------------------ | ------- | ----------------------- |
| 6 січня               | Лестер Сіті              | 3:0     | Норвіч Сіті             |
| 6 січня               | Шеффілд Венсдей          | 1:1     | Арсенал                 |
| 9 січня Перегравання  | Арсенал                  | 1:1     | Шеффілд Венсдей         |
| 15 січня Перегравання | Шеффілд Венсдей          | 2:2     | Арсенал                 |
| 17 січня Перегравання | Арсенал                  | 3:3     | Шеффілд Венсдей         |
| 22 січня Перегравання | Шеффілд Венсдей          | 0:2     | Арсенал                 |
| 6 січня               | Шрусбері Таун            | 3:1     | Кембридж Юнайтед        |
| 6 січня               | Бірмінгем Сіті           | 0:2     | Бернлі                  |
| 8 січня               | Свонсі Сіті              | 0:1     | Бристоль Роверз         |
| 9 січня               | Дарлінгтон               | 0:1     | 'Колчестер Юнайтед'     |
| 9 січня               | Бристоль Сіті            | 3:1     | Болтон Вондерерз        |
| 9 січня               | Ноттс Каунті             | 4:2     | Редінг                  |
| 9 січня               | Мідлсбро                 | 1:1     | Крістал Пелес           |
| 15 січня Перегравання | Крістал Пелес            | 1:0     | Мідлсбро                |
| 9 січня               | Свіндон Таун             | 3:0     | Кардіфф Сіті            |
| 9 січня               | Шеффілд Юнайтед          | 0:0     | Олдершот                |
| 15 січня Перегравання | Олдершот                 | 1:0     | Шеффілд Юнайтед         |
| 9 січня               | Фулгем                   | 2:0     | Квінз Парк Рейнджерс    |
| 9 січня               | Ковентрі Сіті            | 2:2     | Вест-Бромвіч Альбіон    |
| 15 січня Перегравання | Вест-Бромвіч Альбіон     | 4:0     | Ковентрі Сіті           |
| 9 січня               | Брайтон енд Гоув Альбіон | 2:3     | Вулвергемптон Вондерерз |
| 9 січня               | Вімблдон                 | 0:2     | Саутгемптон             |
| 9 січня               | Ньюпорт Каунті           | 2:1     | Вест Гем Юнайтед        |
| 9 січня               | Чарльтон Атлетік         | 1:1     | Мейдстоун Юнайтед       |
| 15 січня Перегравання | Мейдстоун Юнайтед        | 1:2     | Чарльтон Атлетік        |
| 9 січня               | Йорк Сіті                | 2:0     | Лутон Таун              |
| 9 січня               | Лейтон Орієнт            | 3:2     | Бері                    |
| 10 січня              | Ноттінгем Форест         | 2:0     | Астон Вілла             |
| 10 січня              | Блекберн Роверз          | 2:1     | Міллволл                |
| 10 січня              | Сандерленд               | 2:1     | Евертон                 |
| 10 січня              | Іпсвіч Таун              | 3:2     | Карлайл Юнайтед         |
| 10 січня              | Тоттенгем Готспур        | 1:1     | Олтрінгем               |
| 16 січня Перегравання | Олтрінгем                | 0:3     | Тоттенгем Готспур       |
| 10 січня              | Саутенд Юнайтед          | 0:0     | Ліверпуль               |
| 17 січня Перегравання | Ліверпуль                | 3:0     | Саутенд Юнайтед         |
| 15 січня              | Манчестер Сіті           | 1:1     | Ротергем Юнайтед        |
| 17 січня Перегравання | Ротергем Юнайтед         | 2:4     | Манчестер Сіті          |
| 15 січня              | Манчестер Юнайтед        | 3:0     | Челсі                   |
| 16 січня              | Ньюкасл Юнайтед          | 3:1     | Торкі Юнайтед           |
| 16 січня              | Престон Норт-Енд         | 3:0     | Дербі Каунті            |
| 17 січня              | Сток Сіті                | 0:1     | Олдем Атлетік           |
| 18 січня              | Гартліпул Юнайтед        | 2:6     | Лідс Юнайтед            |
| 1 лютого              | Рексем                   | 6:2     | Стокпорт Каунті         |

## Четвертий раунд
У цьому раунді зіграли переможці попереднього етапу.
| Дата                   | Господарі               | Рахунок | Гості                   |
| ---------------------- | ----------------------- | ------- | ----------------------- |
| 27 січня               | Ноттінгем Форест        | 3:1     | Йорк Сіті               |
| 27 січня               | Шрусбері Таун           | 2:0     | Манчестер Сіті          |
| 27 січня               | Іпсвіч Таун             | 0:0     | Лейтон Орієнт           |
| 30 січня Перегравання  | Лейтон Орієнт           | 0:2     | Іпсвіч Таун             |
| 27 січня               | Ньюкасл Юнайтед         | 1:1     | Вулвергемптон Вондерерз |
| 22 лютого Перегравання | Вулвергемптон Вондерерз | 1:0     | Ньюкасл Юнайтед         |
| 27 січня               | Арсенал                 | 2:0     | Ноттс Каунті            |
| 29 січня               | Крістал Пелес           | 3:0     | Бристоль Сіті           |
| 30 січня               | Ліверпуль               | 1:0     | Блекберн Роверз         |
| 30 січня               | Ньюпорт Каунті          | 0:0     | Колчестер Юнайтед       |
| 5 лютого Перегравання  | Колчестер Юнайтед       | 1:0     | Ньюпорт Каунті          |
| 30 січня               | Олдершот                | 2:1     | Свіндон Таун            |
| 31 січня               | Фулгем                  | 1:1     | Манчестер Юнайтед       |
| 12 лютого Перегравання | Манчестер Юнайтед       | 1:0     | Фулгем                  |
| 5 лютого               | Бристоль Роверз         | 1:0     | Чарльтон Атлетік        |
| 12 лютого              | Престон Норт-Енд        | 0:1     | Саутгемптон             |
| 12 лютого              | Тоттенгем Готспур       | 3:3     | Рексем                  |
| 21 лютого Перегравання | Рексем                  | 2:3     | Тоттенгем Готспур       |
| 21 лютого              | Бернлі                  | 1:1     | Сандерленд              |
| 26 лютого Перегравання | Сандерленд              | 0:3     | Бернлі                  |
| 26 лютого              | Лідс Юнайтед            | 3:3     | Вест-Бромвіч Альбіон    |
| 1 березня Перегравання | Вест-Бромвіч Альбіон    | 2:0     | Лідс Юнайтед            |
| 26 лютого              | Олдем Атлетік           | 3:1     | Лестер Сіті             |

## П'ятий раунд
На цьому етапі зіграли переможці попереднього раунду.
| Дата                    | Господарі            | Рахунок | Гості                   |
| ----------------------- | -------------------- | ------- | ----------------------- |
| 20 лютого               | Олдершот             | 2:2     | Шрусбері Таун           |
| 26 лютого Перегравання  | Шрусбері Таун        | 3:1     | Олдершот                |
| 20 лютого               | Колчестер Юнайтед    | 0:1     | Манчестер Юнайтед       |
| 26 лютого               | Ноттінгем Форест     | 0:1     | Арсенал                 |
| 26 лютого               | Іпсвіч Таун          | 6:1     | Бристоль Роверз         |
| 26 лютого               | Крістал Пелес        | 0:1     | Вулвергемптон Вондерерз |
| 28 лютого               | Ліверпуль            | 3:0     | Бернлі                  |
| 28 лютого               | Олдем Атлетік        | 0:1     | Тоттенгем Готспур       |
| 10 березня              | Вест-Бромвіч Альбіон | 1:1     | Саутгемптон             |
| 12 березня Перегравання | Саутгемптон          | 2:1     | Вест-Бромвіч Альбіон    |

## Шостий раунд
На цьому етапі зіграли переможці попереднього раунду.
| Дата                    | Господарі               | Рахунок | Гості                   |
| ----------------------- | ----------------------- | ------- | ----------------------- |
| 10 березня              | Вулвергемптон Вондерерз | 1:1     | Шрусбері Таун           |
| 13 березня Перегравання | Шрусбері Таун           | 1:3     | Вулвергемптон Вондерерз |
| 10 березня              | Іпсвіч Таун             | 0:1     | Ліверпуль               |
| 10 березня              | Тоттенгем Готспур       | 1:1     | Манчестер Юнайтед       |
| 14 березня Перегравання | Манчестер Юнайтед       | 2:0     | Тоттенгем Готспур       |
| 19 березня              | Саутгемптон             | 1:1     | Арсенал                 |
| 21 березня Перегравання | Арсенал                 | 2:0     | Саутгемптон             |

## Півфінали
У півфіналах зіграли команди, що перемогли на попередньому етапі.
| Дата                  | Господарі         | Рахунок | Гості                   |
| --------------------- | ----------------- | ------- | ----------------------- |
| 31 березня            | Манчестер Юнайтед | 2:2     | Ліверпуль               |
| 4 квітня Перегравання | Ліверпуль         | 0:1     | Манчестер Юнайтед       |
| 31 березня            | Арсенал           | 2:0     | Вулвергемптон Вондерерз |

## Фінал
| 12 травня 1979 |

| Арсенал                                | 3:2        | Манчестер Юнайтед        |
| -------------------------------------- | ---------- | ------------------------ |
| Талбот 12' Степлтон 43' Сандерленд 89' | (Протокол) | Макквін 86' Макілрой 88' |

| «Вемблі», Лондон Глядачів: 99 219 Арбітр: Рон Чалліс |